# Resolutie 467 Veiligheidsraad Verenigde Naties
Resolutie 467 van de Veiligheidsraad van de Verenigde Naties werd op 24 april 1980 aangenomen. Twaalf leden van de Veiligheidsraad stemden voor, geen enkel lid stemde tegen en drie leden onthielden zich: Oost-Duitsland, de Sovjet-Unie en de Verenigde Staten. De resolutie veroordeelde de schendingen van de wapenstilstand tussen Israël en Libanon en de aanvallen op de UNIFIL-vredesmacht in Zuidelijk Libanon.

## Achtergrond
Veel Palestijnse vluchtelingen zaten in vluchtelingenkampen in Libanon. Vanhieruit viel de Palestijnse Bevrijdingsorganisatie (PLO) het in het zuiden aangrenzende Israël aan. Dat reageerde met tegenaanvallen in het zuiden van Libanon. De VN-Veiligheidsraad had Israël in resolutie 279 al gevraagd om de soevereiniteit van Libanon te respecteren.
Op 11 maart 1978 kaapten Palestijnse terroristen een lijnbus in Israël, waarbij uiteindelijk 38 burgers omkwamen. Een paar dagen later viel het Israëlisch leger het zuiden van Libanon binnen en bezette gedurende een week het gebied tot aan de rivier Litani. De bedoeling was om de PLO-strijders weg te duwen van de grens.
De Verenigde Naties eisten dat Israël zich terugtrok en zetten de tijdelijke VN-macht UNIFIL op in de streek. Die moest erop toezien dat Israël zijn troepen daadwerkelijk terugtrok en er de vrede handhaven totdat de Libanese overheid haar gezag opnieuw kon doen gelden.
Op 6 april 1980 braken gevechten uit tussen UNIFIL en het door Israël gesteunde Zuid-Libanese Leger, dat Palestijnse strijders wilde verjagen uit de streek. Deze duurden tot 12 april, toen Nederlandse blauwhelmen TOW-antitankraketten inzetten.

## Inhoud
De Veiligheidsraad:
- Handelt op vraag van Libanon.
- Heeft het rapport van secretaris-generaal Kurt Waldheim over de interim VN-macht en daaropvolgende verklaringen en rapporten bestudeerd.
- Heeft zich uitgesproken via de verklaring van zijn voorzitter op 18 april.
- Herinnert aan de resoluties 425, 426, 427, 434, 444, 450 en 459.
- Herinnert aan de voorwaarden en richtlijnen van de macht, in het bijzonder:
a. Dat de macht moet kunnen werken als een geïntegreerde en efficiënte militaire eenheid.
b. Dat de macht bewegings- en communicatievrijheid moet hebben.
c. Dat de macht geen geweld zal gebruiken tenzij als zelfverdediging.
d. Dat zelfverdediging ook verzet tegen gewelddadige manieren om haar taken te verhinderen inhoudt.

1. Herbevestigt zijn vastberadenheid om bovenstaande resoluties uit te voeren, voornamelijk 425, 426 en 459.
2. Veroordeelt alle acties in tegenstelling met deze resoluties en betreurt in het bijzonder:
a. Alle schendingen van de Libanese soevereiniteit en territoriale integriteit.
b. De militaire interventie van Israël in Libanon.
c. Alle schendingen van het wapenstilstandsakkoord tussen Israël en Libanon.
d. Militaire bijstand aan de zogenaamde de facto-krijgsmachten.
e. Alle inmengingen in de VN-Bestandtoezichtsorganisatie.
f. Alle gewelddaden tegen de macht en diens operatiegebied.
g. Alle obstakels die de macht verhinderen de terugtrekking van Israël te bevestigen, toe te zien op het einde van de vijandelijkheden, de vrede in het operatiegebied te verzekeren en maatregelen te nemen om de soevereiniteit van Libanon te herstellen.
h. Daden die doden en gewonden veroorzaakten onder de macht en de Bestandtoezichtsorganisatie, de verstoring van hun communicatie en de vernieling van materiaal.
3. Veroordeelt de beschieting van het hoofdkwartier van de macht en specifiek het veldhospitaal.
4. Bewondert de inspanningen van de secretaris-generaal en landen om het geweld te beëindigen en de macht toe te laten haar mandaat uit te voeren.
5. Betuigt de macht eer voor haar grote terughoudendheid bij het uitvoeren van haar taken in moeilijke omstandigheden.
6. Vraagt aandacht voor de voorwaarden waaronder de macht zichzelf mag verdedigen.
7. Vraagt aandacht voor de taak van de macht om een hervatting van de gevechten te verhinderen.
8. Vraagt de secretaris-generaal de Gemengde Wapenstilstandscommissie bijeen te roepen om aanbevelingen te doen en het wapenstilstandsakkoord opnieuw te doen ingaan.
9. Roept alle betrokken partijen en partijen in de mogelijkheid op de macht te helpen met het uitvoeren van haar mandaat.
10. Erkent dat het nodig is om alle manieren te onderzoeken om resolutie 425 uit te voeren waaronder het versterken van de macht.
11. Verzoekt de secretaris-generaal om zo snel mogelijk te rapporteren over de vooruitgang van deze initiatieven en de beëindiging van de vijandelijkheden.

## Verwante resoluties
- Resolutie 587 Veiligheidsraad Verenigde Naties (1986)

Lijst ·  462 ·  463 ·  464 ·  465 ·  466 ·  467 ·  468 ·  469 ·  470 ·  471 ·  472 ·  473 ·  474 ·  475 ·  476 ·  477 ·  478 ·  479 ·  480 ·  481 ·  482 ·  483 ·  484